# Le Chœur de Tokyo
Pour plus de détails, voir Fiche technique et Distribution.
Le Chœur de Tokyo (東京の合唱, Tōkyō no kōrasu) est le vingtième film du réalisateur japonais Yasujirō Ozu. Il est sorti en août 1931 en pleine crise économique mondiale et dure 90 minutes.

## Synopsis
Ce film muet retrace la vie de la cellule familiale du salarié d'une compagnie d'assurance qui perd son travail (et donc son image au sein de sa propre famille) en pleine crise économique pour avoir protesté auprès du président de sa société contre le licenciement d'un collègue.
Il montre également :
- la discipline en plein air d'une classe avec son professeur
- la curiosité entre collègues et les tentatives d'échapper au regard d'autrui pour découvrir le montant du bonus annuel remis par l'employeur en liquide dans une enveloppe.

## Fiche technique
- Titre français : Le Chœur de Tokyo
- Titre original : 東京の合唱 (Tōkyō no kōrasu?)
- Réalisation : Yasujirō Ozu
- Scénario : Kōgo Noda ; Adaptation : Komatsu Kitamura, Kōgo Noda
- Photographie et montage : Hideo Shigehara
- Costumes : Kurenai Saito
- Société de production : Shōchiku
- Pays d'origine :  Empire du Japon
- Format : noir et blanc - 1,37:1 - muet
- Genre : drame
- Durée : 90 minutes (métrage : dix bobines - 2 487 m[1])
- Dates de sortie : 
  - Empire du Japon 15 août 1931[1]
  - France 21 juin 2006[2]

## Distribution
La cellule familiale
- Tokihiko Okada : Okajima, le père
- Emiko Yagumo : son épouse
- Hideo Sugawara (ja) : leur enfant (fils aîné)
- Hideko Takamine : leur enfant (fille cadette)

Le restaurant de l'ancien professeur
- Tatsuo Saitō : Professeur Omura
- Chōko Iida : son épouse

La compagnie d'assurance
- Takeshi Sakamoto : le vieil employé
- Reikō Tani (ja) : le président